# Salbertrand
Salbertrand (AFI: /salbɛrˈtrand/, Salbelträn in occitano; dal 1939 al 1955 Salabertano) è un comune italiano di 626 abitanti della città metropolitana di Torino, in Piemonte. Negli anni '50, analogamente a molti comuni piemontesi i cui nomi erano stati italianizzati, riprese quello precedentemente in uso.
Si trova nel territorio dell'Alta Val di Susa, più specificatamente nella parte storicamente conosciuta come Alta Valle della Dora.

## Geografia fisica

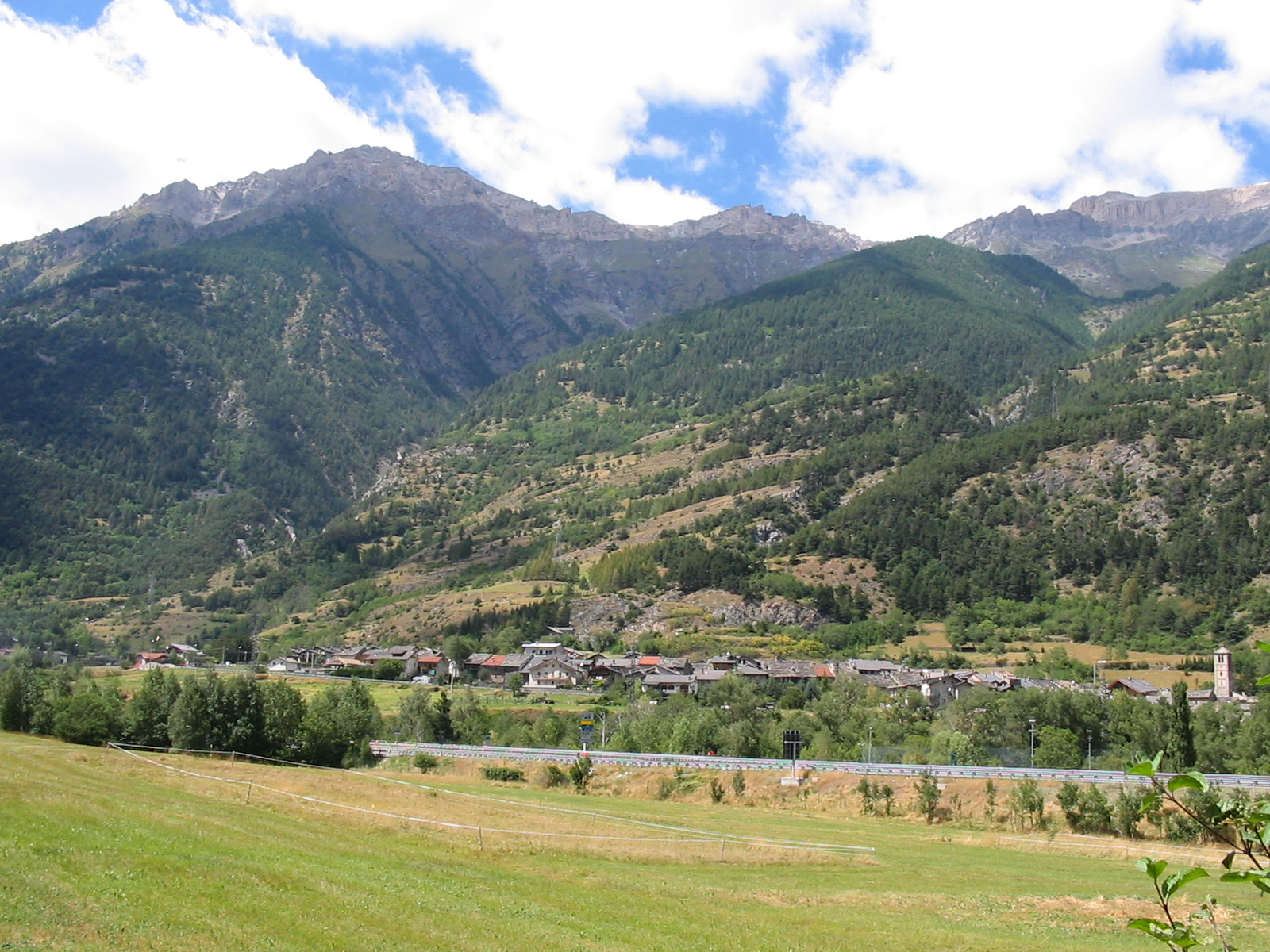
Salbertrand con il suo versante nord

Il territorio comunale di fondovalle si estende in corrispondenza dell'inizio della piana di Oulx, dal restringimento dell'antica frana di Serre la Voute (confine con il comune di Exilles) fino alla zona denominata Pont Ventoux (confine con il comune di Oulx); in direzione nord-sud (larghezza) il territorio comunale è invece pressoché compreso tra gli spartiacque dei rilievi che delimitano la vallata.
Le caratteristiche paesaggistiche e territoriali variano dall'ampia piana della Dora Riparia, ai rilievi soleggiati e in parte aridi ed aspri del versante nord, a quelli ricchi di flora e fauna del versante opposto dove fin dagli anni '80 del secolo scorso fu istituito il Parco Naturale Regionale del Gran Bosco.
Le montagne situate a nord (appartenenti al gruppo Ambin) salgono fino agli oltre 3 200 m della cima del Vallonetto. Sempre su questo versante di alta montagna vi era anche gran parte del ghiacciaio del Galambra, che fino agli anni '30 aveva ancora uno spessore di alcune decine di metri e attualmente quasi completamente scomparso.

## Storia
Salbertrand è nominato per la prima volta, come Sala Bertani, sul diploma imperiale di Ottone III datato 31 luglio 1001. Il nome ricompare trasformato in Salabertani, il 9 luglio 1029 sull'atto con il quale il marchese di Torino, Olderico Manfredi, e sua moglie, Berta d'Este, effettuano donazioni a favore dell'abbazia di San Giusto (Susa).
A partire dalla seconda metà dell'XI secolo Salbertrand fa parte del Delfinato e poi del Regno di Francia anche in qualità di membro della comunità amministrativa locale dell'Escarton di Oulx assieme agli altri paesi dell'Alta Valle situati a monte dell'abitato di Gravere. Con la firma del trattato di Utrecht nell'anno 1713, le terre del Delfinato al di qua dello spartiacque alpino, vengono cedute ai Savoia.
Una battaglia combattuta a Salbertrand il 3 settembre 1689 contro i francesi permise ai seguaci di Pietro Valdo, al rientro dal loro esilio in Svizzera, di proseguire verso le native valli del Chisone e del Pellice. Questo avvenimento – il più importante della cosiddetta Glorieuse Rentrée – è ricordato sulla targa che, a cura del Comune e della Società di Studi Valdesi, venne posta sul luogo della battaglia nella ricorrenza del terzo centenario nei pressi del ponte delle Chenebieres.

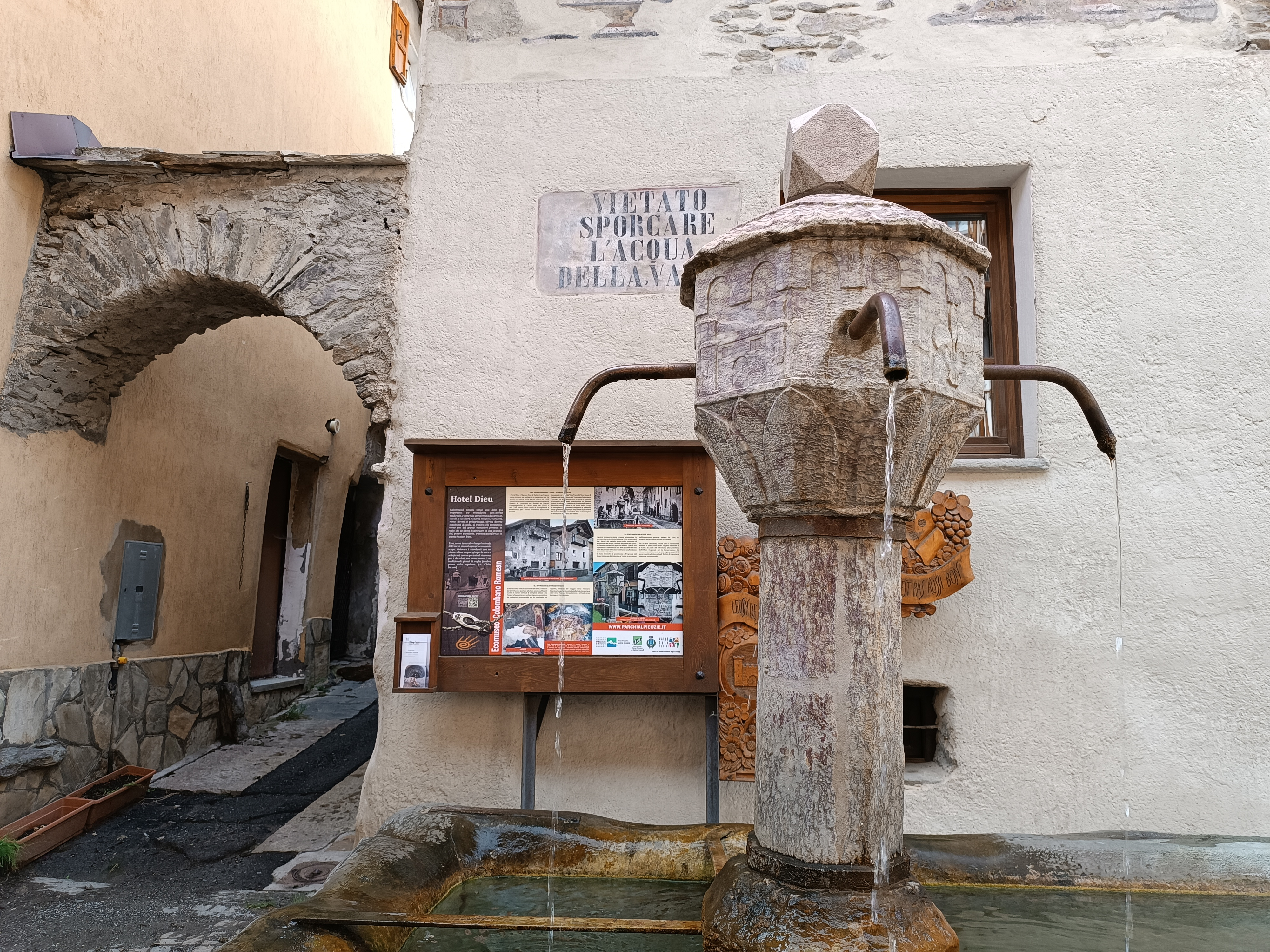
Fontana dei pellegrini, sita in via Roma

La chiesa parrocchiale, dedicata a san Giovanni Battista, si trova già citata nell'anno 1057, sull'atto col quale il marchese Oddone di Savoia e la contessa Adelaide di Susa, sua moglie, ne facevano dono alla novella Prevostura di San Lorenzo di Oulx.
 Per la sua complessa architettura e per i magnifici affreschi datati ai primi anni del XVI secolo, è definita dal Savi: "La chiesa artisticamente più ricca e più completa di tutta l'Alta Valle di Susa".

### Simboli
Il gonfalone in uso è un drappo partito di azzurro e di bianco – anche se nello statuto è descritto troncato – caricato dello stemma comunale sormontato dall'iscrizione centrata (cioè convessa vero l'alto): Comune di Salbertrand.

## Via Francigena
Il concentrico di Salbertrand è inserito sul tracciato storico della Via Francigena, proveniente dal Colle del Monginevro e da Oulx, e dirigentesi successivamente verso Exilles e Chiomonte.
Il centro storico ospita un antico edificio con affresco in facciata denominato Hotel Dieu, dal Medioevo ostello della comunità per i pellegrini, dei cui restauri si stanno occupando il Parco Alpi Cozie, l'Ecomuseo Colombano Romean ed il Comune di Salbertrand.

## Monumenti e luoghi d'interesse

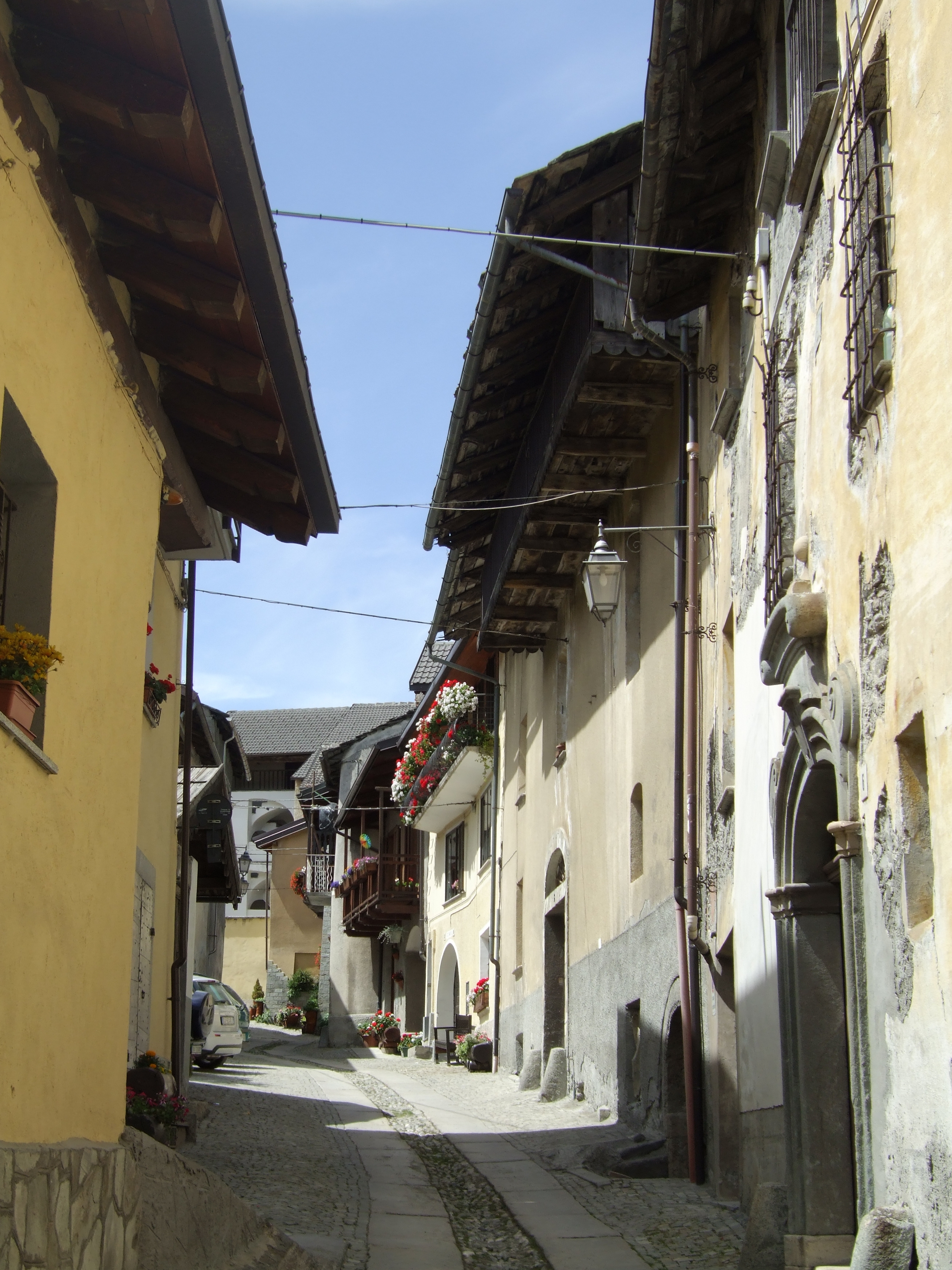
Scorcio centro storico Salbertrand

- Parco naturale del Gran Bosco di Salbertrand; notevole territorio protetto, ricchissimo di flora e fauna tipicamente alpina facente parte dell'Ente di gestione delle aree protette delle Alpi Cozie (sotto l'egida della Regione Piemonte)
- Ecomuseo Colombano Romean; serie di itinerari comprendenti antichi manufatti e strutture che rappresentano la vita e il lavoro della comunità Occitana salbertrandese di un tempo (mulino idraulico, scuola, carbonaia, forno, cava di pietra, miniera, visite guidate all'interno del parco del Gran Bosco e nel centro storico del paese)
- Centro storico: si snoda tra le due principali piazze del paese, ricco di edifici storici e tipica urbanistica di montagna
- Hotel Dieu: situato nel centro storico lungo la via principale, dal Medioevo ostello della comunità per i pellegrini della Via Francigena, con affresco sulla facciata rappresentante San Giacomo, recentemente restaurato[7]
- Chiesa di San Giovanni Battista; esempio religioso unico in Alta Val Susa, racchiude in sé arte romanica-gotica e pregiati affreschi restaurati
- Fontane in pietra scolpita del XVI secolo situate nel centro storico[7] che riportano le date di posa:
  - anno 1524, sulla fontana monumentale a vasca rettangolare sita in via Roma (monumento poi riprodotto anche nel Borgo medioevale di Torino e recentemente restaurato in toto)
  - anno 1525, sulla fontana a vasca ottagonale sita in piazza San Rocco.

- Forte Pramand, batteria corazzata entrata in funzione nel 1905, con annesse strutture logistiche e casermaggio utilizzato anche durante il Secondo conflitto mondiale nell'ambito del Vallo alpino occidentale
- Forte Fenil, innovativo forte casamattato di fine ottocento realizzato in appoggio al Forte di Exilles. A completamento dell'opera vi era anche la Batteria Case Garde, posta più a monte.
- Strada militare Fenil-Pramand-Föens-Jafferau
- Sbarramento Arretrato di Ponte Ventoso, insieme di opere difensive realizzate nei primi anni '40 nell'ambito del Vallo Alpino a controllo dell'omonimo nodo viario

## Società

### Evoluzione demografica
Negli ultimi cento anni, a partire dal 1921, la popolazione residente è diminuita di un terzo.
Abitanti censiti

### Etnie e minoranze straniere
Secondo i dati ISTAT al 31 dicembre 2009 la popolazione straniera residente era di 49 persone. Le nazionalità maggiormente rappresentate in base alla loro percentuale sul totale della popolazione residente erano:
- Romania 30 (5,45%)
- Albania 8 (1,45%)
- Tunisia 6 (1,09%)

### Tradizioni e folclore
Grazie allo strenuo impegno delle amministrazioni comunali che si sono susseguite, al notevole apporto dell'associazionismo locale ed alla legge 482/99 sulla tutela delle minoranze linguistiche, Salbertrand è riconosciuto come baluardo della cultura occitana in Val di Susa. Fino al recente passato vi erano ancora esempi di attività lavorative tradizionali e festività particolarmente sentite dalla popolazione, tra le quali ricordiamo lo storico carnevale alpino del Carnavà du Gueini e la festa patronale di San Giovanni Battista, ricorrenze ormai inesorabilmente oggetto di rivisitazioni in chiave moderna.

### Istituzioni, enti e associazioni
- Corpo Nazionale Vigili del Fuoco, Distaccamento Volontari di Oulx (che riunisce anche i Volontari delle ex sedi di Salbertrand e Sauze d'Oulx)
- Corpo Volontari Antincendi Boschivi Piemonte, Squadra A.I.B. e P.C. di Salbertrand o.d.v.
- Associazione Nazionale Alpini, Sezione Valsusa, Gruppo di Salbertrand
- Club Alpino Italiano, Sezione di Coazze, Sottosezione di Salbertrand
- Associazione Banda Musicale Alta Valle Susa aps

## Cultura

### Musei
- Museo religioso parrocchiale, all'interno della sagrestia della chiesa di San Giovanni Battista

## Economia
Da decenni Salbertrand è sede di diverse attività estrattive e di lavorazione inerti, in passato si contavano anche due siti minerari sfruttati dalla società FIAT Mineraria. L'artigianato (soprattutto falegnameria, carpenteria ed edilizia) ed i servizi sono i settori maggiormente presenti.
È previsto, nei prossimi anni, l'avvio di un cantiere di lavorazione inerti legato alla realizzazione del TAV Torino-Lione.

## Infrastrutture e trasporti
Salbertrand è attraversata dalla Strada statale 24 del Monginevro che la collega a Torino ed alla Francia, mentre l'uscita dell'Autostrada A32 Torino-Bardonecchia è a circa 5 km con svincolo denominato Oulx-Est.
La stazione ferroviaria di Salbertrand è situata sulla linea Torino-Modane (tuttora in funzione come stazione del Servizio Ferroviario Metropolitano) e in passato fu importante centro nevralgico della linea grazie al notevole piazzale di manovra.

## Amministrazione
Di seguito è presentata una tabella relativa alle amministrazioni che si sono succedute in questo comune dal recente passato sino al presente.
| Periodo        | Periodo        | Primo cittadino   | Partito      | Carica  | Note  |
| -------------- | -------------- | ----------------- | ------------ | ------- | ----- |
| 10 luglio 1985 | 25 maggio 1990 | Riccardo Joannas  | lista civica | Sindaco | [ 9 ] |
| 25 maggio 1990 | 24 aprile 1995 | Riccardo Joannas  | lista civica | Sindaco | [ 9 ] |
| 24 aprile 1995 | 14 giugno 1999 | Massimo Garavelli | lista civica | Sindaco |       |
| 14 giugno 1999 | 14 giugno 2004 | Massimo Garavelli | lista civica | Sindaco | [ 9 ] |
| 14 giugno 2004 | 8 giugno 2009  | Piero Biolati     | lista civica | Sindaco | [ 9 ] |
| 8 giugno 2009  | 25 maggio 2014 | Piero Biolati     | lista civica | Sindaco | [ 9 ] |
| 26 maggio 2014 | 27 maggio 2019 | Riccardo Joannas  | lista civica | Sindaco | [ 9 ] |
| 27 maggio 2019 | in carica      | Roberto Pourpour  | Italexit     | Sindaco |       |

### Altre informazioni amministrative
Il comune faceva parte della Comunità Montana Alta Valle di Susa, recentemente sciolta e successivamente riformata con il nome di Unione Montana Alta Valle Susa.